# Théodore Lajarte
Théodore Édouard Dufaure de Lajarte, född den 10 juli 1826 i Bordeaux, död den 21 juni 1890 i Paris, var en fransk musiker. 
Lajarte var från 1873 bibliotekarie vid Stora operans arkiv i Paris. Han komponerade komiska operor, marscher med mera, men blev mer känd som musikskriftställare. Viktigt är hans Bibliothèque musicale du théâtre de l'Opéra (1876-79), en kommenterad katalog över alla på Parisoperan uppförda stycken. Han utgav "Airs à danser, de Lulli a Méhul" och i klaverutdrag "Chefs-d'oeuvre classiques de l'opéra francais" samt skrev tillsammans med Alexandre Bisson Traité de composition musicale (1881) och Petit encyclopédie musicale (2 band, 1881-83).